# 1826 w muzyce
Wydarzenia muzyczne w 1826 roku.

## Wydarzenia
- 6 stycznia – w pesztańskiej Saal zu den 7. Churfürsten miała miejsce premiera „Galop and Eight Écossaises for piano” D 735 Franza Schuberta[1][2]
- 7 stycznia – w Palermo w Teatro Carolino miała miejsce premiera opery Alahor in Granata Gaetana Donizettiego[1][2]
- 12 stycznia – w wiedeńskim Musikverein miała miejsce premiera pieśni „Rastlose Liebe” D 138 Franza Schuberta[1][2]
- 1 lutego – w Wiedniu w domu Josefa Bartha miało miejsce pierwsze wykonanie kwartetu smyczkowego „Tod und das Mädchen” D 810 Franza Schuberta[1][2]
- 17 lutego – w Wiedniu w domu Karla Josefa von Pratobevery miało miejsce pierwsze wykonanie „Abschied von der Erde” D 829 Franza Schuberta[1][2]
- 14 marca – w paryskim Théâtre Gymnase-Dramatique miała miejsce premiera opery L'oncle d'Amerique Adolphe’a Adama[1][2]
- 21 marca – w Wiedniu odbyła się premiera „Kwartetu smyczkowego” D 130 Ludwiga van Beethovena[1][2]
- 12 kwietnia – w londyńskim Covent Garden Theatre miała miejsce premiera opery Oberon Carla Marii von Webera[1][2]
- 4 maja – w londyńskim Argyll Rooms miała miejsce premiera „Confitebor tibi, Domine” Samuela Wesleya[1][2]
- 26 maja – w Londynie odbyła się premiera pieśni „From Chindara’s Warbling Fount I Come” J.308 Carla Marii von Webera. To jego ostatni utwór[a][1][2]
- 30 maja
  - w neapolitańskim Teatro San Carlo miała miejsce premiera opery Bianka i Gernando Vincenza Belliniego[1][2]
  - w paryskim Théâtre Feydeau miała miejsce premiera opery Le timide, ou Le nouveau séducteur Daniela Aubera[1][2]
- 22 czerwca – w lizbońskim Teatro Nacional de San Carlos miała miejsce premiera opery Adina Gioacchina Rossiniego[1][2]
- 6 lipca – w neapolitańskim Teatro San Carlo miała miejsce premiera opery Elvida Gaetana Donizettiego[1][2]
- 12 sierpnia – w paryskim Théâtre Feydeau miała miejsce premiera opery Marie Ferdinanda Hérolda[1][2]
- 9 października – w paryskiej Salle Le Peletier miała miejsce premiera opery Oblężenie Koryntu Gioacchina Rossiniego[1][2]
- 23 listopada – w wiedeńskim Musikverein miała miejsce premiera pieśni „Der Einsame” D 800 Franza Schuberta[1][2]
- 28 listopada – w paryskim Théâtre Feydeau miała miejsce premiera opery Fiorella Daniela Aubera[1][2]
- 21 grudnia – w wiedeńskiej Musikvereinsaal miała miejsce premiera pieśni „Der Zwerg” D 771 Franza Schuberta[1][2]
- 28 grudnia – w wiedeńskim Musikverein miała miejsce publiczna premiera „Die junge Nonne” D 828 Franza Schuberta[1][2]

## Urodzili się
- 6 marca – Marietta Alboni, włoska śpiewaczka operowa (kontralt) (zm. 1894)
- 23 marca – Ludwig Minkus, austriacki kompozytor, dyrygent, pedagog (zm. 1917)
- 7 kwietnia – Hermann Berens, szwedzki kompozytor i pedagog muzyczny (zm. 1880)
- 1 czerwca – Carl Bechstein, niemiecki przedsiębiorca, założyciel fabryki fortepianów i pianin (zm. 1900)
- 5 czerwca – Ivar Hallström, szwedzki kompozytor (zm. 1901)
- 4 lipca – Stephen Collins Foster, najwybitniejszy amerykański kompozytor sprzed wojny secesyjnej (zm. 1864)
- 22 lipca – Julius Stockhausen, niemiecki śpiewak (baryton), pedagog (zm. 1906)
- 24 lipca – Konstantin Tarnowski, rosyjski dramaturg, tłumacz, krytyk teatralny i kompozytor (zm. 1892)
- 13 sierpnia – William Thomas Best, angielski organista i kompozytor (zm. 1897)
- 8 września – Disma Fumagalli, włoski kompozytor i pianista (zm. 1893)
- 14 października – Georges Mathias, francuski pianista i kompozytor (zm. 1910)
- 16 października – Piotr Łukasz Studziński, polski kompozytor, organista, dyrygent i pedagog muzyczny (zm. 1869)
- 21 grudnia – Ernst Pauer, austriacki pianista, kompozytor i pedagog (zm. 1905)
- 24 grudnia – Ignacy Krzyżanowski, polski pianista i kompozytor (zm. 1905)

## Zmarli
- 17 stycznia – Juan Crisóstomo Arriaga, hiszpański kompozytor nazywany „hiszpańskim Mozartem” (ur. 1806)
- 18 lutego – Alphonse Fortia de Piles, francuski kompozytor operowy, pisarz, oficer wojsk królewskich, gubernator Marsylii, hrabia Piles, książę Fortia (ur. 1758)
- 13 kwietnia – Franz Danzi, niemiecki wiolonczelista, kompozytor i dyrygent (ur. 1763)
- 6 maja – Rosalie Levasseur, francuska śpiewaczka operowa (sopran) (zm. 1749)
- 24 maja – Friedrich Ernst Fesca, niemiecki skrzypek i kompozytor muzyki instrumentalnej (ur. 1789)
- 5 czerwca – Carl Maria von Weber, niemiecki kompozytor, jeden z głównych reprezentantów okresu wczesnego romantyzmu w muzyce niemieckiej. Pianista, dyrygent (ur. 1786)
- 7 lipca – Friedrich Ludwig Dülon, niemiecki niewidomy flecista i kompozytor (ur. 1769)
- 26 września – Vincenzo Federici, włoski kompozytor (ur. 1764)
- 9 października – Michael Kelly, irlandzki kompozytor i śpiewak (tenor) (ur. 1762)
- 17 listopada – Louise Reichardt, niemiecka kompozytorka i dyrygent chóru (ur. 1779)
- 10 grudnia – Benedikt Schack, czeski kompozytor i śpiewak (tenor) (ur. 1758)

## Muzyka poważna
- 8 lutego – Pennauer publikuje pieśń „Sehnsucht”, op.39 Franza Schuberta[1][2]
- 5 kwietnia – w wiedeńskim „Wiener Zeitung” opublikowano „Rondo brillant”, op.109 Johanna Nepomuka Hummla[1][2]
- 6 kwietnia – Weigl publikuje trzy pieśni Franza Schuberta op.57: „Der Schmetterling”, „Die Berge” i „An den Mond” oraz trzy pieśni op.56 zamieniony później na op.58: „Hektors Abschied”, „An Emma” i „Des Mädchens Klage”[1][2]
- 10 czerwca – Cappi i Czerny publikują w Wiedniu dwie pieśni Franza Schuberta op.60: „Greisengesang” oraz „Dithyrambe”[1][2]
- 14 lipca – Pennauer publikuje trzy pieśni Franza Schuberta op. 56: „Willkommen und Abschied”, „An die Leyer” oraz „Im Haine”[1][2]
- 21 września – w Wiedniu spółka Sauer and Leidesdorf publikuje cztery pieśni Franza Schuberta op. 59: „Dass sie hier gewesen”, „Du bist die Ruh'”, „Lachen und Weinen” i „Du liebst mich nicht”[1][2]
- 24 listopada – w Wiedniu opublikowano trzy pieśni Franza Schuberta op. 65: „Lied eines Schiffers an die Dioskuren” D 360, „Heliopolis I” D 753 oraz „Der Wanderer” D 649[1][2]